# حارة بني خالد (صنعاء)
حارة بني خالد هي إحدى حارات حي الجرداء بمديرية السبعين إحد مديريات العاصمة اليمنية صنعاء، بلغ تعداد سكانها 6906 نسمة حسب تعداد اليمن لعام 2004.